# Marj Dusay
Marj Dusay, född Marjorie Ellen Pivonka Mahoney 20 februari 1936 i Russell, Kansas, död 29 januari 2020 i New York, var en amerikansk skådespelerska.

## Roller i urval
- 1968 – Natt utan vittnen
- 1968 – Star Trek: The Original Series (TV-serie) (1 avsnitt)
- 1968–1969 – Bröderna Cartwright (TV-serie) (2 avsnitt)
- 1968–1970 – Hogans hjältar (TV-serie) (3 avsnitt)
- 1969–1970 – Gänget (TV-serie) (2 avsnitt)
- 1971 – Omaka par (TV-serie) (1 avsnitt)
- 1972 – McMillan & Wife (TV-serie) (1 avsnitt)
- 1973 – Breezy – Fri som kärleken
- 1977 – Generalen
- 1978 – Bilstaden (miniserie)
- 1985 – Dallas (TV-serie) (1 avsnitt)
- 1987–1991 – Santa Barbara (TV-serie) (83 avsnitt)
- 1989, 1992 – Mord och inga visor (TV-serie) (2 avsnitt)
- 1990 – Förrädare i familjen
- 1992–1993 – Våra bästa år (TV-serie) (5 avsnitt)
- 1993–2009 – Guiding Light (TV-serie) (167 avsnitt)
- 1998–2002 – All My Children (TV-serie) (60 avsnitt)